# Antonio Gómez Cantero
Antonio Gómez Cantero (Quijas, Cantabria, 31 de mayo de 1956) es un sacerdote, teólogo y obispo católico español, obispo de Teruel y Albarracín entre 2016 y 2021 y obispo de Almería desde el 30 de noviembre de 2021.

## Biografía

### Primeros años y formación
Nació en el municipio cántabro de Quijas, el 31 de mayo de 1956. 
Tras cursar el bachillerato en el Seminario menor de Carrión de los Condes y los estudios eclesiásticos en el Seminario Mayor de San José de Palencia, obtuvo un bachillerato en Teología.
En 1992 se trasladó a Francia, para ejercer como consiliario internacional del MIDADEN (Acción Católica de Niños). Allí se licenció en Teología bíblica por el Instituto Católico de París.

### Sacerdocio
El 17 de mayo de 1981 fue ordenado sacerdote para la diócesis de Palencia por el entonces obispo Nicolás Castellanos O.S.A.

### Episcopado

#### Obispo de Teruel y Albarracín
El 17 de noviembre de 2016 fue nombrado por el papa Francisco obispo de la diócesis de Teruel y Albarracín, recibiendo la ordenación episcopal el 21 de enero de 2017 por Vicente Jiménez Zamora.

#### Obispo coadjutor de Almería
El 8 de enero de 2021 fue nombrado obispo coadjutor de Almería. y el 13 de marzo de 2021 tomó posesión de su cargo como obispo coadjutor de dicha diócesis. Un decreto  papal de 12 de mayo de 2021 le atribuyó todos los derechos, oficios y facultades correspondientes al obispo diocesano.
Forma parte de diversas comisiones en el seno de la Conferencia Episcopal Española. Concretamente fue miembro de la Comisión Episcopal de Apostolado Seglar (2017-2020); miembro del Consejo Episcopal de Economía (2021-2024) y miembro de la Comisión Episcopal para las Comunicaciones Sociales (2020-2024). Consiliario de la Acción Católica Española (2018-2025).

#### Obispo de Almería
El 30 de noviembre de 2021, aceptada la renuncia de Adolfo González Montes, pasó automáticamente a ser obispo de Almería, sin necesidad de otro nombramiento ni de una toma de posesión; ya que ya había tomado posesión del oficio el 13 de marzo.
En la Conferencia Episcopal Española es, desde marzo de 2024, miembro de la Subcomisión Episcopal para Seminarios de la Comisión Episcopal para el Clero y Seminarios y miembro de la Comisión Episcopal para los Laicos, la Familia y la Vida.